# Comté de Mullewa
Le Comté de Mullewa est une zone d'administration locale au sud-est de l'Australie-Occidentale en Australie. Le comté est situé à 100 km à l'est de Geraldton et à 450 kilomètres au nord de Perth, la capitale de l'État. 
Le centre administratif du comté est la ville de Mullewa.
Le comté est divisé en un certain nombre de localités:
- Mullewa
- Pindar
- Tardun
- Tenindewa
- Woolgorong

Le comté a 8 conseillers locaux et est divisé en 4 circonscriptions:
- Central Ward (3 conseillers)
- East Ward (2 conseillers)
- South Ward (2 conseillers)
- West Ward (1 conseiller).